# Kapital
Kapital è il quarto album in studio del gruppo musicale sloveno Laibach, pubblicato nel 1992.

## Tracce
Side A
1. Decade Null – 3:25
2. Everlasting in Union – 3:55
3. Hymn to the Sun – 4:35
4. Illumination – 3:54

Side B
1. Codex Tobus – 3:43
2. Le Privilege des morts – 5:43
3. Young Europa – 5:14
4. Torso – 4:09

Side C
1. White Law – 4:19
2. Entartete Welt – 8:50
3. Wirtschaft ist tot – 6:08
4. Kinderreich – 4:56

Side D
1. The Hunter's Funeral Procession – 7:01
2. Sponsored by Mars – 5:37
3. Regime of Coincidence, State of Gravity – 4:38
4. Germania: "Steel Trust" – 4:29